# Predislamska Arabija
Predislamska Arabija trajalo je do pojave islama u 7. veku naše ere. Arabijsko poluostrvo je, pored druga dva poluostrva u regionu Mediterana, Apeninskog i Balkanskog, mesto koje je izrodilo semitske narode, civilizaciju koja je, pored grčke i rimske, bitno uticala na razvoj kulture Mediteranskog basena. Ne možemo sa sigurnošću reći da je Arabijsko poluostrvo prapostojbina semitske zajednice, zato što se ona kao civilizacija razvila izvan granica Arabijskog poluostrva, u delu poznatom pod nazivom Plodni polumesec (niz teritorija u Mesopotamiji, Siriji i Palestini). Ali, i pored ove nesigurnosti, Arabijsko poluostrvo se smatra izvornim područjem Arapa, kao i kolevkom islama.

## Geografija Arabijskog poluostrva
Arabijsko poluostrvo se na zapadu, jugu i istoku graniči sa Crvenim morem, Adenskim zalivom, Arapskim morem, Omanskim i Persijskim zalivom. Poluostrvo najvećim delom nije gostoprimljiva teritorija; to je pustinjsko - planinski region, mestimično ispresecan oazama. Postoje četiri velike doline - Sirhan, Ruma, Davasir i Hadramaut.
Razlikuju se tri vrste pustinjskog tla: 
- veliki Nufud, područje belog i crvenkastog peska koji vetar nanosi na peščane dine i koji pokriva ogromna prostranstva severne Arabije,
- Al - Dahna (crvena zemlja), površina crvenog peska, pruža se od velikog Nufuda, na severu, do Rub al - Halija, na jugu i
- Harah, površina valovite i napukle lave koja pokriva peščaru. Vulkanska područja ovog tipa nalaze se u obilju u zapadnim i centralnim predelima Poluostrva. Poslednja vulkanska erupcija koju je zabeležio jedan arapski istoričar dogodila se 1256. godine.

Takozvana Sirijska pustinja, Badiyat aš - Šam, kao i Mesopotamijska, najvećim delom su stepe. Južni deo Sirijske pustinje se u običnom govoru naziva al - Hamad. Južni deo Mesopotamijske pustinje se obično naziva Badiyat al - Irak ili Samaua.
Središnji i severni deo poluostrva Arapi dele na tri tradicionalne zone:
- Tihama - semitska reč koja znači „ nizija”, a koristi se za valovite ravnice i padine uz obalu Crvenog mora,
- Hidžaz („greben”) - naziv se prvobitno upotrebljavao za planinski lanac koji odvaja priobalnu ravnicu od visoravni Nedžd i
- Nedžd - istočno od Hidžaza; velika unutrašnja visoravan; najviše se sastoji od pustinje Nufud.

Klimatski uslovi su jako složeni i nepovoljni - hidrosferu predstavljaju izvori podzemnih voda i retke poplave. Indijski okean donosi kiše ali vruć pustinjski vetar sezonski provaljuje u zemlju i ostavlja vrlo malo vlage u unutrašnjosti.
U Hidžazu sušne sezone, koje traju možda i po 2-3 godine, ne predstavljaju nikakvu novinu. Kratkotrajne kišne oluje povremeno zadese Meku i Medinu preteći da unište i samu Kabu.
U Jemenu i Asiru ima dovoljno periodičnih kiša koje omogućuju obradu zemlje. Površinu Hadramauta karakterišu duboko utonule doline, u čijim se donjim slojevima nalazi ogromna količina vode. Oman, najistočnija pokrajina, ima dovoljnu količinu kiše, a naročito su tople i vlažne Džeda, Hudajda i Maskat.
Arabija ima mrežu stenovitih dubokih korita (wādī) koja odvode bujice kad nastupe kiše. Ta korita nisu služila samo u te svrhe.
Još od davnih vremena, Arabija je bila tranzitno područje između zemalja Sredozemlja i zemalja Dalekog istoka. Prvi je hidžaski put koji se pruža od crvenomorskih luka i pograničnih mesta Palestine i Transjordanije unutrašnjom stranom obale uz Crveno more i vodi u Jemen. Tim putem se u različitim periodima vršila karavanska trgovina između carstva Aleksandra Velikog i njegovih naslednika na Bliskom istoku i daljih azijskih zemalja. Drugi put prolazi kroz Wādī ad - Dawasir, a kreće iz krajnjeg severoistočnog dela Jemena u Srednju Arabiju, gde se nadovezuje na put, Wādī ar - Rumma, za južnu Mesopotamiju. U stara vremena ovaj put je bio glavna veza između Jemena i asirske i vavilonske civilizacije. Napokon, Wādī as - Sirhān povezuje srednju Arabiju s jugozapadnom Sirijom kroz centralne oaze.
Tako surovi uslovi života su uticali na pojavu tri primerka izdržljivosti - drvo palme, kamila i Beduin.

## Stanovništvo Arabije
Shodno dvostrukoj prirodi zemljišta, stanovnici Arabije se dele na dve glavne grupe: nomadske Beduine i sedelačko stanovništvo. Beduin predstavlja najbolju adaptaciju ljudskog života u uslovima pustinje - promena i napredak ne nalaze se među zakonima kojima se on brzo pokorava, otporan je prema prodiranju egzotičnih ideja i običaja. Način na koji su Beduini dolazili do sredstava za život je bilo pljačkanje (ġazw) okolnih plemena i sedelačkog stanovništva južnih gradova. Zaštita se mogla kupiti plaćanjem jačem plemenu ono što se danas naziva hūwah.
Prema nacionalnoj arapskoj tradiciji, arapski narodi se dele u dve grane: severnu i južnu. Južnoarapski jezik se razlikuje od severnoarapskog koji je konačno postao klasični jezik. On je pisan drugačijom azbukom, a u srodstvu je sa etiopskim, koji su u Abisiniji razvili kolonisti iz Južne Arabije.
Kasnijim naučnim istraživanjima i otkrićima ustanovljeno je da semitska jezička porodica obuhvata brojne, međusobno veoma bliske jezike. Porodicu čine sledeći ogranci:
- najstariji sloj, severoistočni jezici, tj. jezici drevne Mesopotamije:
  - akadski (2500 – 2000.g.p.n.e.), koji se podelio na:
  - severni, asirski (2000 – 500.g.p.n.e.)
  - južni, vavilonski (2000 – 600.g.p.n.e.)
- severozapadni ogranak čine jezici Palestine i današnje Sirije:
  - stariji kanaanski jezici, odnosno jezici II milenijuma:
    - hebrejski
    - fenički sa punskim
    - moavitski (moabitski)

  - mlađi, aramejski jezici, jezici I milenijuma:
    - aramejski (X – II vek p.n.e.)
    - nabatejski (I vek p.n.e. – III vek n.e.)
    - palmirski (I vek p.n.e. – III vek n.e.)
    - judeo – palestinski (prvi vekovi n.e.)
    - hrišćansko – palestinski (V – VII vek n.e.)
    - samarićanski (IV vek n.e.)
    - sirijački (III – XIII vek n.e.)
    - vavilonski aramejski (V – VIII vek n.e.)
    - mandejski (III – VIII vek n.e.)
- najmlađi, jugozapadni jezici, jezici Arabljanskog poluostrva:
  - etiopski jezici:
    - geez (prvi vekovi n.e.)
    - moderni dijalekti

  - arapski jezici (južni i severni)

### Plemenski sistem Beduina
Temeljna jedinica toga društva nije pojedinac nego grupa. Pojedinac je imao prava i dužnosti samo kao član klana. Više klanova, bratstava je činilo porodicu, a više porodica – pleme. Osnovna društvena jedinica beduinskih Arapa je pleme. U ovoj plemenskoj organizaciji postoji krvna veza po muškoj lozi, što je temeljna društvena veza. Međuplemenski sukobi su najčešće bili prouzrokovani pitanjima kao što su krvna osveta, prostori za ispašu, pljačka susednih zemalja i karavana i drugo.
Briga o rodoslovu je postojala kod arapskih plemena i pre pojave islama, te je za pitanja o korenu i poreklu plemena bila zadužena osoba koja je o tome više znala nego ostali pripadnici plemena.
Čast je zauzimala prvo mesto u plemenskom društvu na lestvici vrednosti. Nisu verovali u život posle smrti, te su želeli do maksimuma iskoristiti ovozemaljski život. Bili su preosetljivi na uvrede te su sukobi često prerastali u ratove. Prolivena krv je morala biti osvećena drugom krvlju koju je opet trebalo osvetiti. Bitke su bile prilike za junaštvo i pojedinačnu smelost.
Na čelu plemena bio je sejjid ili šeik, izabrani vođa, koji je retko bio nešto više no prvi među jednakima. On je više sledio nego vodio plemensko mišljenje. Nije mogao nametnuti dužnosti niti izvršiti kazne. Prava i dužnosti su se odnosile na pojedinačne porodice unutar plemena, ali ni na koga izvan. Funkcija šeikove vlasti bila je više posredovanje nego zapovedanje. On nije imao nikakve prinudne vlasti, pa su i sami pojmovi vlasti, kraljevstva, javnih kazni itd. bili nepoznati arapskom nomadskom društvu. Šeika su birale starešine plemena, obično među članovima samo jedne porodice, koja je bila neka vrsta šeičke kuće, poznata kao Ahl ul Bayt - „Ljudi od kuće”. Njega je savetovalo veće starešina zvano Medžlis, koje se sastojalo od poglavara porodice i predstavnika rodova u plemenu. Medžlis je bio tumač javnog mišljenja. Vreme trajanja šeikove vlasti zavisilo je od naklonosti izbornog tela.
Kāhin  Архивирано на веб-сајту  (26. август 2010) je bio osoba koja se bavila gatanjem i proricanjem, vrsta plemenskog vrača koji je bio konsultovan u svim važnijim pitanjima (otpočinjanje rata, funkcionisanje plemena i šire zajednice). Bio je i tumač snova. Smatran je natprirodnim bićem koje ima tajnu snagu i moć, što je smatrano posledicom njegovog druženja sa džinima. Svako pleme je moralo imati po jednog kahina, jer je tako osigurano dalje postojanje plemena. Kāhin posle dobija naziv ša‛ir (onaj koji zna, a kasnije i pesnik), a način na koji izgovara svoja proročanstva (alegorično, često prilično čudnim rimovanim rečenicama) smatra se prototipom arapske proze i poezije. Arapi su osećali veliko strahopoštovanje prema znanju i nadarenosti proroka ili pesnika i verovali su da bi njihova umešanost u ubistvo takve osobe mogla doneti neku nesreću.

## Stvaranje država
Prve organizovane države nastale su na jugu Arabije u toku druge polovine I milenijuma p.n.e. i to su Saba', Ma‘īn, Katabān i Hadramaut.
Kao jedna od najranijih spominje se Kraljevina Saba, koja se nalazila južno od Nedžrana, u jemenskoj oblasti. Možda je postojala već u X veku p.n.e. (postoje i neki izvori iz VIII veka p.n.e.), a postoje dokazi da je u VI veku p.n.e. bila potpuno razvijena. Oko 750.g.p.n.e. jedan od sabejskih kraljeva je podigao čuveni nasip Ma'rib, udaljen nekih 60 mi (97 km) istočno od Sane, koji je bio prestonica u periodu od 610 – 115.g.p.n.e. Bio je stecište trgovinskih puteva koje je povezivalo zemlje tamjana sa mediteranskim lukama. Trgovinske veze su se održavale i sa afričkim zemljama na suprotnoj obali. Izgleda da su se Sabejci uveliko naseljavali u Africi, gde su osnovali Kraljevinu Abisiniju. Krajem V veka p.n.e. Kraljevina Saba je uveliko propadala – uspešna etiopska invazija je dokrajčila Sabejsko kraljevstvo, ali etiopska vlast u Jemenu nije dugo potrajala.
Minojska civilizacija je cvetala u Džaufu, u Jemenu (VII – III vek p.n.e.). Minojska prestonica Karnau današnji je Main (u južnom Džaufu, severoistočno od Sane). Minojci su govorili istim jezikom kao i Sabejci, samo sa dijalekatskim razlikama.
Kataban se nalazio istočno od Adena, a Hadramaut pored Katabana, južno od Rub al - Halija. Monarhija Kataban, čiji je glavni grad bio Tamna‛ (sada Kuhlan), trajala je otprilike od 400 – 50.g.p.n.e.; a monarhija Hadramaut, čiji je glavni grad bio Šabvah, trajala je od sredine V veka p.n.e. do kraja I veka n.e.
Od 115.g.p.n.e. čitava oblast došla je pod vlast novih gospodara – ovo obeležava početak prvog Himjaritskog kraljevstva, koje je trajalo otprilike sve do 300.g.n.e. Himjariti su bili naslednici minejsko – sabejske kulture i trgovine. Njihov jezik je bio isti kao i jezik Sabejaca i Minejaca. Glavni grad himjaritske dinastije bio je Zafar, čije se ruševine mogu videti na vrhu jednog brega blizu današnjeg grada Jarima. Oko 300.g.n.e. južni arabljanski vladari imaju titulu ,,kralj Sabe, du – Rajdāna, Hadramauta i Jemenata”. Uz ovu titulu dodato je ,,i njihovih Arabljana koji su u planinama i Tihāmi”. Posle invazije iz Abisinije, što je imalo za posledicu kratku abisinsku vladavinu, domaći himjaritski kraljevi ponovo su uzeli svoju drugu titulu i držali su svoje položaje sve do otprilike 525.g.n.e.,kada su Abisinci ponovo stupili na vlast i vladali sve do 575.g., kada je u zemlju provalila persijska ekspedicija.
Južni Arapi su se u ograničenom obimu naseljavali na severu, verovatno radi trgovine. Tako je duž trgovačkog puta nastao niz polucivilizovanih država u sirijskoj i severnoarapskoj pustinjskoj oblasti. Prva, a možda i najvažnija od njih, bila je država Nabatejaca, koji su u doba svoje najveće moći vladali područjem od Akabskog zaliva do Mrtvog mora na severu, i obuhvatala je veliki deo severnog Hidžaza. Prestonica je bila u Petri, u današnjoj Hašemitskoj Kraljevini Jordan. Petra je bila saobraćajni čvor na karavanskom putu između Sabe i Mediterana. Mada su se Nabatejci služili arapskim govorom, u nedostatku arapskog pisma, upotrebljavali su aramejsko pismo. Nabatejsko kurzivno pismo, uzeto od aramejskog, razvilo se u III veku n.e. u pismo severnoarapskog jezika, arapskog jezika Kurana i današnjeg arapskog. Petra je doživela svoj najveći prosperitet u I veku n.e. pod pokroviteljstvom Rimljana. U toku prva dva veka nove ere, kada je karavanski put od istoka na zapad postepeno bio skretan u severnije krajeve sa centrom u Palmiri i kada je trgovina u pravcu jug – sever skretala dalje na istok, Petra je izgubila svoj privilegovani položaj i nabatejska država počela je da slabi.
Kraljevina Palmira osnovana je na jugoistoku Sirije, u sirijsko – arapskoj pustinji. Ovaj grad se istakao kao polazna tačka novih trgovačkih puteva koji su se počeli u velikoj meri upotrebljavati posle prvog veka naše ere. Njegove ruševine spadaju među najznamenitije i najmanje proučene ostatke antike. ,,Poglavica karavana” i ,,poglavica pijace” su sinonimi za stanovnike ovog grada. Palmira je, u toku II i III veka naše ere, postala jedan od najbogatijih gradova na Bliskom istoku. Palmira je bila na vrhuncu svoga sjaja između 130. i 270.g.n.e. Međunarodna trgovina se odvijala preko nje na istok sve do Kine i, kao grad koji je svoj postanak vezao za karavansku trgovinu, postala je istinski naslednik Petre. Palmirska civilizacija bila je interesantna mešavina grčkih, sirijskih i partskih (iranskih) elemenata. Značajna je ne samo za sebe nego i kao ilustracija kulturnog uspona do kojeg se pustinjski Arabljani mogu popeti kada im se pruže pogodne prilike. Jezik kojim su oni govorili bio je dijalekat zapadnog aramejskog jezika, koji je bio sličan nabatejskom i egipatsko – aramejskom.
Južna Arabija je bila poznata pod nazivom Arabia Odorifera, pošto je proizvodila i izvozila skupocenu robu – zlato, tamjan i mirtu, kojom je snabdevala ceo Bliski istok i Mediteranski region. Tamjan se gajio u Hadramautu i kolonijama Sokotri i Somaliji. Egipćani su posebno cenili tamjan zbog njegove upotrebe u hramovima i prilikom mumifikacije (balzamiranja). Za Herodota, čuvenog grčkog istoričara, ,,čitava Arabija odiše najugodnijim mirisom”, jer je ona ,,jedina zemlja koja proizvodi tamjan, izmirnu, kasiju, cimet i mirišljavu smolu tamne boje...Drveće koje rađa tamjanom čuvaju krilate zmije, male veličine i šarene boje. Velik broj njih visi oko svakog drveta’’. Što se ruda zlata tiče, mogle su se naći duž zapadne obale Poluostrva, od Midijana do Jemena, i u izvesnim količinama u centralnim delovima zemlje. Pored izvoza te robe, uvozila je robu iz Azije i Afrike, pre svega Indije i Somalije. Iz tog razloga se formirala velika morska luka na Indijskom okeanu, Kana. Južna Arabija je imala kontrolu nad svakim geografskim otkrićem, moreuzima Hormuz i Aden..., sveukupno razvila je poseban monopol. Jedino nije mogla kontrolisati beduinska plemena. Situacija se preokrenula i sistem koji je uspostavila Južna Arabija, pošto je zavisila od mnogih unutrašnjih i spoljašnjih faktora koje nije mogla kontrolisati, morao se raspasti. Jačala su plemena, kao i gradovi na severnom karavanskom putu, Petra i Palmira.
Sa Bliskog istoka su se pojavile nove snage, pre svega religijske, koje snažno stupaju na istorijsku scenu. To je hrišćanska Vizantija i zoroastrijanska Persija. Hrišćanstvo je počelo vršiti uticaj na Arabljanskom poluostrvu u svoja dva oblika – nestorijanstvo, koje je dolazilo iz Mesopotamije, i monofizitizam, iz Egipta i Abisinije. Nestorijanstvo je jeres koja je dobila ime po svom začetniku, carigradskom patrijarhu Nestoriju. Nestorije je govorio da Devicu Mariju ne treba zvati Bogorodicom, pošto ona nije mogla da rodi Božansku prirodu Hristovu, budući da je nerođenost svojstvo božanstva. Zbog toga je tražio da se ona naziva samo Hristorodica. Njegovo učenje je odbačeno i osuđeno na Trećem vaseljenskom saboru održanom u Efesu (431). Monofizitizam je jeres nastala u IV veku, po svom karakteru suprotna nestorijanstvu. Osnivač je carigradski monah Evtih. Njegovo učenje je zasnovano na tome da Hrist ima samo jednu prirodu. Po tom učenju je ova jeres i dobila ime, od grčkog mono (jedan) i fisis (priroda). Ovo učenje odbacio je Četvrti vaseljenski sabor održan u Halkidonu (451). Hrišćanstvo je prvo utvrdilo crkve u Zafaru i Adenu. Judaizam je pre pojave hrišćanstva počeo vršiti prodor u Arabiji. Jug je prirodno više bio okrenut judaizmu, naročito Jemen. U svoje ugledne preobraćenike računao je kralja Sabe početkom V veka, a jedno od njegovih sedišta bila je oaza Jatrib (kasnije Medina). Postojale su i hanife (henoti), putnici – propovednici, pristalice monoteizma iz preislamskog perioda. Živeli su povučeno, u meditaciji i askezi. Verovali su u jednog jedinog Boga, a nisu bili ni hrišćani ni Jevreji. U drugoj polovini VI veka na Arabljansko poluostrvo su prodrli Persijanci koji su sa sobom doneli iransku veru poznatu pod nazivom zoroastrizam (magijanizam). Osnivač religije bio je persijski prorok Zaratustra. Zoroastrijanci su obožavali jednog Boga, Ahura Mazdu, i verovali su da je on u večitoj borbi sa Arimanom (predstavlja san) i Satanom (predstavlja zlo). Zoroastrizam je u Arabiji bio mnogo manje raširen i od hrišćanstva i od judaizma, ali postojale su male zajednice njegovih sledbenika, posebno u nekim delovima istočne Arabije i u Omanu. Persijanska okupacija trajala je oko 50 godina i završila se trećom i poslednjom invazijom Arapa pod okriljem islama.
Tri velike snage Persija, Vizantija i Himjar su bile važni faktori posredstvom religije i ratova koje su vodili Lahmidi za Persijance, Gasanidi za Vizantiju i Kinde za Himjar. Persijska i vizantijska kultura, materijalna i moralna, oticala je kroz nekoliko kanala, koji su najviše bili povezani sa transarapskim trgovačkim putevima. Jedan od tih kanala bilo je osnivanje stranih kolonija na samom poluostrvu. U različitim delovima Arabije bile su osnovane mnogobrojne jevrejske i hrišćanske naseobine koje su širile aramejsku i helenističku kulturu. Glavno hrišćansko središte u Južnoj Arabiji bilo je u Nedžranu, gde se razvio napredan politički život. Svuda je bilo Jevreja i Arapa koji su primili judaizam, posebno u Jatribu – oni su uglavnom bili poljoprivrednici i zanatlije. Države Gasan i Hira, koje su bile pod uticajem Vizantije i Persije, bile su hrišćanske, najpre monofizitske, a kasnije nestorijanske. Obe su imale primesu aramejske i helenističke kulture. Rana istorija Gasana je nejasna i poznata samo iz arapskih predanja. Gasanidi su živeli u blizini reke Jarmuk. Posle skupog rata s Persijancima, Vizantija je obustavila novčanu pomoć Gasanidima, koji su počeli iskazivati ogorčenje i nelojalnost Vizantiji. Na granicama pokrajine Iraka, koji je bio pod persijskom vlašću, nalazila se arapska kneževina Hira, vazalna država vladara Sasanidskog carstva. Uloga Hire u Sasanidskom carstvu bila je ista kao i uloga Gasanidske države u Vizantijskom carstvu. U persijskim ratovima protiv Vizantije Arapi iz Hire služili su kao pomoćna vojska. Iako je Hira bila vazal Persije, njena kultura je poticala uglavnom sa Zapada, iz hrišćanske i helenističke civilizacije Sirije. Isprva su stanovnici Hire bili pagani, ali su primili nestorijansko hrišćanstvo. Carstvo Kinda je takođe važno jer njegov razvoj i ekspanzija u mnogočemu predskazuju kasniju ekspanziju islama. Kraljevina Kinda je cvetala u kasnom IV i ranom V veku u severnoj Arabiji. Isprva moćna, ona se srušila ne uspevši da probije prepreke Vizantijskog i Persijskog carstva. Ostaci plemena Kinda bili su proterani u svoja naselja u Hadramautu. Kraljevstvo Kinda je trajalo samo 50 godina. Ova tampon – kraljevstva su propala kao žrtve želje za upravljanjem životom na Arabljanskom poluostrvu. U VI veku Južna Arabija bila je izložena napadima hrišćanskih kraljeva iz Aksuma i Sasanida Husreva I Anuširvana. Progon hrišćana doveo je do ponovnog abisinskog zauzimanja Jemena (oko 521.). Pod Husrevom su Persijanci isterali Abisince i Jemen je bio persijska teritorija sve do pojave islama.

## Preislamska religija
Religija je bila važan deo života. Bila je oblik polidemonizma povezan s paganstvom prastarih Semita. Božanstva u koja su verovali bila su zaštitnici pojedinih mesta koja su živela na drveću, uz izvore, a naročito u svetom kamenju. Plemenska religija nije imala stvarno sveštenstvo; ranije su se vladari nazivali mukarrib, sveštenik – kralj (naziv je kasnije promenjen u kralj, malik), koji su bili i duhovni i svetovni poglavari. Lutajući nomadi su vukli svoje bogove sa sobom u crvenom šatoru koji je bio neka vrsta zavetnog kovčega i pratio ih je u boj. Njihova vera nije bila lična već kolektivna. Plemenska vera se usredsredila oko plemenskog boga, koga je obično simbolizovao kamen. Čuvala ga je šeička kuća. Bog i kult su bili znak plemenskog pripadništva i jedini ideološki izraz osećaja jedinstva i kohezije plemena. Pokoravanje plemenskom kultu izražavalo je političku lojalnost. Otpadništvo od vere bilo je ravno izdaji.
U Arabiji je bilo mnoštvo lokalnih animističkih sekti koje su objektima iz prirode pripisivale božanske moći. Te sekte su verovatno predstavljale ostatke animističkih religija koje su nekada bile raširene među stanovništvom drevnog Bliskog istoka, poput Vavilonaca i Hanaanaca. Uporišta ovih animističkih sekti održavala su se u centralnoj i zapadnoj Arabiji, naročito u gradovima kao što su Taif i Meka. Južnoarabljanski kultovi sa svojim astralnim crtama, ukrašenim hramovima, pomno izrađenim ritualom i žrtvama, predstavljaju viši i kasniji stepen razvoja do kog je došlo sedelačko stanovništvo. Beduinsko astralno verovanje koncentrisalo se na mesec. Mesec, poznat u Hadramautu kao Sīn, Minejcima pod nazivom Wadd (ljubav ili ljubavnik, otac), Sabejcima kao Almaqah i Katabancima kao ‛Amm (stric), stajao je na čelu Panteona. Njega su zamišljali kao muško božanstvo i nalazio se ispred boginje sunca Šams, koja je bila njegova žena. ‛Atar (Venera, koja odgovara vavilonskoj boginji Ištar, feničkoj ‛Aštart), njihov sin, bio je treći član zvezdane trijade.
Ovaj period pre pojave islama, koji je obeležen idolatrijom, naziva se džahilijom (ar. doba neznanja), periodom u kome Arabija nije imala od boga objavljenih zakona, nadahnutog proroka niti objavljene knjige. Izvori koji nam opisuju ovaj period oslanjaju se na tradiciju, legende, poslovice, a iznad svega na pesme od kojih nijedna nije zabeležena pre II i III veka posle hidžre, dve do četiri stotine godina posle događaja o kojima one govore. Ovaj pojam ima negativno značenje, pa se kao primer džahilije obično navodi da su u to vreme Arapi novorođenu žensku decu živu zakopavali.
U ovom periodu javljali su se međuplemenski sukobi zvani Arabljanskim danima, koji su obično nastajali zbog svađa oko stoke, ispaša i izvora. Pružali su mogućnosti za pljačku i upade, kao i za izmenu satira od strane pesnika i predstavnika zaraćenih strana. Tok događaja se odvijao po istom obrascu – najpre bi se nekoliko ljudi međusobno sudarilo zbog neke granične svađe ili lične uvrede. Zatim bi svađa nekolicine postala stvar čitave zajednice. Do konačnog mira dolazilo se intervencijom neke neutralne stranke. Pleme sa manje gubitaka je plaćalo svome protivniku krvarinu za višak ubijenih. U danima al – Fiğār (prestupa), koji su nazvani tako jer su padali u vreme svetih meseci, kada je borba bila zabranjena, vođene su borbe između Prorokove porodice Kurejš i njihovih saveznika Kinānah, s jedne, i porodice Hawāzin, s druge strane.
Džini (ğinni) su bili bića sačinjena od pare ili plamena. Od bogova se ne razlikuju toliko po svojoj prirodi koliko po svom odnosu prema čoveku – bogovi su prijatelji, a džini neprijatelji. Bogovima pripadaju predeli koje posećuje čovek, a džin je gospodar neistraženih delova pustinje. Mogu se pojaviti u različitim oblicima i kadri su da ispunjavaju razne teške zadatke. Ludak (mağnūn) nije ništa drugo do čovek opsednut od džina. Sa pojavom islama broj džinova se povećao jer su neznabožačka božanstva degradirana na takva bića.

### Meka
Ovaj grad je geograf Klaudije Ptolomej poznavao pod imenom Macoraba, što dolazi od sabejskog Makuraba, što znači svetilište. Meka je smeštena u dolini okruženoj visokim planinama i pristupačnoj samo putem uskih klanaca. Verovatno je bila mesto odmora na ,,tamjanskom putu” kojim su proizvodi Istoka, pre svega skupoceni mirisi, pristizali na Sredozemlje. Bila je na vrlo povoljnom položaju, nedaleko od useka u planinski venac Serat, u blizini sastajališta puteva Vavilona i Sirije prema visoravnima Jemena i obalama Indijskog okeana i Crvenog mora. Nešto pre pojave islama Meku je osvojilo severnoarapsko pleme Kurejš i ona se brzo razvila u trgovački centar. Mekanci su rano započeli pregovore sa susednim državama Arabije pomoću kojih su dobili dozvole za slobodni prolaz karavana. Ugovore su zaključivali sa abisinskim Negusom, vodećim šejhovima u Nedždu, kailima u Jemenu i sa filarsima Gasana i Hire. Dva puta godišnje su otpremali velike karavane na sever i jug. To su bila kooperativna preduzeća koja su organizovali sindikati trgovaca i investitora iz Meke. Sa Grcima i Persijancima nije bio priznat princip ,,otvorenih vrata”, pa se trgovina obavljala samo na graničnim prelazima ili u tačno navedenim mestima – u Palestini u lukama Ajla i Gaza, a možda još i u Jerusalimu. U Siriji je za to bila određena Busra.
Meka je imala živ poslovni život u kojem je trgovina potpuno preovladavala. U malim dućanima se nalazila vaga, manja da bi se merila roba, a veća da se preispitaju sredstva plaćanja svake vrste, pa i gotov novac. Novac je bio raznolik: vizantijski zlatni dinari, sasanidske i himjaritske srebrne drahme. Ako nije bilo kovanog novca, tu su bile šipke od srebra i zlata, kao i tibr, zlatna prašina. Postojala je i podela valute – vizantijske provincije Sirija i Egipat spadale su u ahl ad - dahab, zemlje sa zlatnom valutom, a Vavilon u ahl al – wariq, zemlje sa srebrnom sasanidskom valutom.
Meka je bila i sveti grad; bila je centar religijskog života, idolatrije i politeizma, sa panteonom koji čine tri boginje, al – Lāt, al – Uzzā i Manāt, ćerke Alaha, judeo – hrišćanskog boga ili nekog semitskog božanstva. Al – Lāt (od al – Ilāhah, boginja neba) imala je svoja sveta mesta na koja su stanovnici Meke i drugih mesta išli na hodočašće i na prinošenje žrtava. Unutar ograđenog zemljišta nijedno stablo nije moglo biti posečeno, nijedna divljač ulovljena niti ljudska krv prolivena. Al – Uzzā (najmoćnija, Venera, jutarnja zvezda) imala je svoj kult u Nahli, istočno od Meke. Najviše ju je poštovalo pleme Kurejš. Njena svetilišta činila su tri stabla; ljudske žrtve bile su karakteristika njenog kulta. Manāt (boginja sreće) bila je ženski idol, boginja sudbine. Njeno glavno svetilište činio je Crni kamen u Hudajdu na putu između Meke i Jatriba (Medine), i bila je naročito popularna kod plemena Aws i Hazraj, koja su se bila okupila da pomognu Proroku na njegovoj sudbonosnoj hidžri iz Meke.
Kockasta građevina, poznata kao Ćaba, bila je simbol jedinstva u Meki. Muslimanska tradicija tvrdi da je Kabu prvobitno sazidao Adam prema nekom nebeskom prototipu i da su je posle opšteg potopa ponovo sagradili Ibrahim (Abraham) i Ismail. Dok je bio zauzet ponovnim zidanjem Kabe, Ismail je od arhanđela Gavrila primio Crni kamen koji se još uvek nalazi u jugoistočnom uglu građevine. Ćaba je važila kao stanište jednog ili više bogova, idola, sanama. Tih idola bilo je 360, svako pleme je imalo svog idola, i svi su se nalazili u Kabi. Ćaba je celi okolni kraj učinila posvećenim tlom (haramom), označenim kamenim znakovima, koje svakom ko uđe nameće određena ograničenja. U haramu vlada Božji mir. Kada su stara arapska plemena hodočastila u Kabu, prestajale su sve svađe. Haram i Ćaba bili su pribežišta – tu je slučajni ubica bio siguran. Na Kabi se nalazila neka vrsta ručke, za koju se hvatao onaj koji traži zaštitu. Krv u haramu nije smela teći. Ćaba se prekrivala šarenom čojom; tu se nazire mogućnost povezivanja sa Suncem koje zrači na nebu. Ćaba se može shvatiti i kao nebeski simbol – oko Kabe se vrši tavaf i, prema islamskoj tradiciji, tavaf i Ćaba prikazani su u vezi sa kolom duhova oko Božjeg prestola. Hubal je bio glavno božanstvo Kabe i bio je predstavljen u ljudskom obliku. Pored njega su stajale ritualne strele koje je vrač upotrebljavao za vračanje. Kada je Muhamed osvojio Meku, Hubal je doživeo sudbinu ostalih idola i bio je uništen. U blizini glavnog hrama Kabe nalazili su se idoli svih arapskih plemena, dok su freske u samom hramu prikazivale, između ostalog, Ibrahima, Ismaila, Isu (Isusa) i Merjemu (Mariju).
Jednom godišnje tokom svetih meseci Arapi su hrlili u Meku i okolinu, kompleks od tri mesta gde su vršene razne aktivnosti: Ukaz, sajam i mesto održavanja pesničkih takmičenja (pesnik je bio čovek koji je posedovao znanje, održavao veze sa nevidljivim silama i svojim prokletstvom mogao je prouzrokovati nesreću neprijatelju; njegove reči mogle su imati pozitivan i negativan uticaj na pleme; svaka od oda koja je pobedila na književnom skupu u Ukazu bila je ispisana zlatnim slovima i obešena na zidovima Kabe); Meka, sveti grad sa Haramom (svetom zemljom) i Kabom (hramom); i Arafat, sveta planina za hodočasnike. Ćaba se tada obilazila sedam puta i taj običaj je kasnije prenet i u islam. Na taj način se koncept Arabia Sacra (Sveta Arabija) polako pojavljuje u VI veku, što se nastavilo do danas. Sa rođenjem Muhameda 570. Arabija je postala ,,kolevka islama”.

### Medina
Medina je grad u Arabiji koji je bio Muhamedovo boravište nakon hidžre i glavni grad arapskog carstva pod prvim pravovernim halifama. Prvo arapsko ime grada bilo je Jatrib (Jathrippa kod Ptolomeja i Stefana Vizantinca). Medina se nalazi u Hidžazu nekih 300 mi (480 km) severno od Meke, u jednoj ravnici čije granične tačke na severu i jugozapadu označavaju 4km udaljena brda Uhud i Air. Zapadno i istočno ravnica je omeđena Harom i Labom, neplodnim prostorima.
Ne postoje pouzdani podaci o nastanku i najstarijoj istoriji Medine. Postoje neki podaci o dolasku Jevreja u grad, ali i tu se nagađa o tačnom datumu dolaska. Zna se da ih je bilo dosta, što dokazuju njihove zajednice u Tejmi, Hidžru, Hajbaru, Vadi al - Kuri, Fedeku i Makni na koju se nadovezuje Medina. Pri doseljenju glavnu ulogu igralo je pleme Kajnuka jer se kasnije po njemu nazvala glavna pijaca u zapadnom delu grada. Postepeno na čelo medinskih Jevreja dolaze dva plemena Kurajza i Nadir, a oba se često pominju kao kāhināni (sveštenička plemena).
Plemena Kaila bila su neznabožačka u doba doseljenja u Jatrib. Poštovali su boginju Manat kao glavno božanstvo, a uz nju i al–Lat. Oni odbijaju život nakon smrti. Postojala su i druga verovanja čije je oblikovanje uslovio dodir sa Jevrejima i hrišćanima, pa bi se mogli ubrajati u hanife, budući da su odbacivali narodne bogove i pokazivali asketsku crtu.

## Literatura
- Božović, R., Simić, V. : Pojmovnik islama - Narodna knjiga, Beograd, 2003
- Cambridge: The History of Islam, Vol. 1 - Cambridge, at the University Press, 1970
- Đakovac, A., Bigović, R. : Leksikon hrišćanstva, judaizma i islama - Agencija Matić, Beograd, 2006
- Hamidullah, M. : Muhammed A. S., Knj. 1 - Nerkez Smailagić, Zagreb, 1977
- Hiti, F. : Istorija Arapa - Veselin Masleša, Sarajevo, 1988
- Lewis, B. : Arapi u povjesti - Ognjen Prica, Zagreb, 1956
- Milot, J. R. : Islam i Muslimani - Kršćanska sadašnjost, Zagreb, 1982
- Mitrović, A. : Nauka o Orijentu - neodvojivi deo evropske naučne i kulturne tradicije/ u: Tragovi: Trideset godina sinologije 1974- 2004, Filološki fakultet, Beograd, 2004
- Oksfordska istorija islama/ Džon L. Espozito priređivač- Clio, Beograd, 2002
- Smailagić, N. : Leksikon islama - Svjetlost, Sarajevo, 1990

## Spoljašnje veze
- Arabija od predislamskog perioda do Hidžre Архивирано на веб-сајту  (26. август 2010)